# Dietrich Opitz
Dietrich Opitz (Berlino, 13 gennaio 1901 – Potsdam, 2 gennaio 1992) è stato un orientalista tedesco specializzato in assirologia.
Collega di Bruno Meissner, fu il primo studioso a proporre l'identificazione dell'odierna Tell Fekheriye con la capitale del regno urrita di Mitanni, datata al 1.500 a.C. Tale attribuzione è ritenuta molto inattendibile dagli studioso del XXI secolo.

## Opere
- Eine Form der Ackerbestellung in Assyrien ZA 37 nF 3 (1927):
- Ein Altar des Konigs Tukulti-Ninurta 1. von Assyrien, AfO, 7 (1931), 83-90.
- Der geschlachtete Gott
- Das Problem des Burney-Reliefs